# كارمين مولينا
كارمين مولينا (بالإسبانية: Carmen Molina)‏ هي ممثلة مكسيكية، ولدت في 1920 بمدينة مكسيكو في المكسيك، وتوفيت بنفس المكان في 1998.

## وصلات خارجية
- كارمين مولينا على موقع IMDb (الإنجليزية)
- كارمين مولينا على موقع أول موفي (الإنجليزية)
- كارمين مولينا على موقع قاعدة بيانات الفيلم (الإنجليزية)
- كارمين مولينا على موقع كينوبويسك (الروسية)